# Jargeau
Jargeau település Franciaországban, Loiret megyében. Lakosainak száma 4636 fő (2022. január 1.). Jargeau Darvoy, Bou, Mardié, Sandillon, Saint-Denis-de-l’Hôtel, Férolles és Ouvrouer-les-Champs községekkel határos.

## Népesség
A település népességének változása:
| Lakosok száma | 2843 | 3376 | 3561 | 4288 | 4499 | 4550 | 4604 | 4676 | 4688 | 4636 |
|               | 1968 | 1982 | 1990 | 2006 | 2013 | 2015 | 2017 | 2019 | 2020 | 2022 |